# Draudtiana castanea
Draudtiana castanea là một loài bướm đêm trong họ Noctuidae.